# 新演伎座
新演伎座（しんえんぎざ）は、1942年（昭和17年）、俳優の長谷川一夫が山田五十鈴らと設立した日本の劇団であり、第二次世界大戦後、1948年（昭和23年）、長谷川が映画会社として改組した日本の劇団である。戦後の名称は株式会社新演伎座である。「新演技座」は誤り。

## 略歴・概要

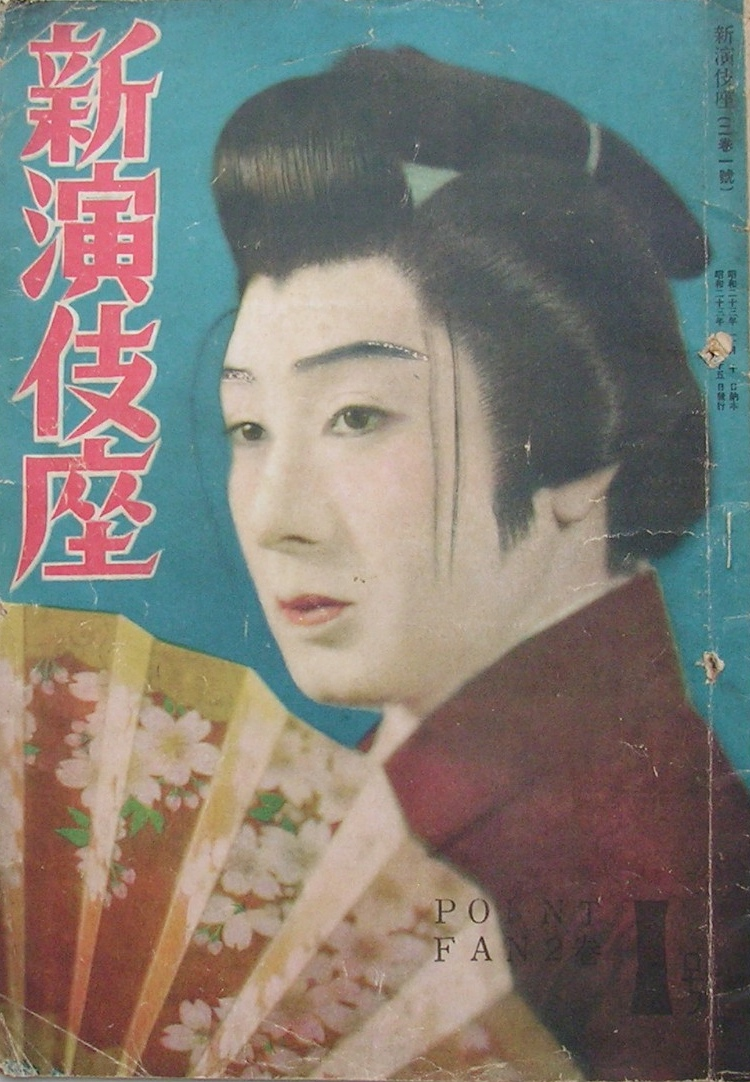
機関誌『新演伎座』、第2巻1号、編集三ツ沢正治、1948年。

1942年（昭和17年）、東宝映画所属の俳優であった長谷川一夫が、山田五十鈴らと実演の演劇を行うために設立、同年3月1日 - 3月25日、東京宝塚劇場で、第一回公演を打った。演目は、菊田一夫作・演出の『ハワイの晩鐘』、六世藤間勘十郎作・演出の『鷺娘』、川口松太郎作、金子洋文演出の『お嶋千太郎』であった。
戦局が深まった1944年（昭和19年）、最終公演を行う。
戦後、1946年（昭和21年）に活動を再開、同年9月9日 - 10月2日、東京・有楽座で、菊池寛作、衣笠貞之助演出の『藤十郎の恋』を公演する。同年11月、長谷川と山田は、第二次東宝争議の最中に「十人の旗の会」を結成して日映演東宝支部を脱退した。長谷川と山田は、1947年（昭和22年）3月25日、新東宝の前身、新東宝映画製作所の設立に参加、同社の設立第1作で市川崑監督の『東宝千一夜』にそろって出演した。同年11月10日、後援会の会報『新演伎座』第1巻第1号を発行する。同会報には、田口功夫やのちのマルベル堂社長の三ツ沢正治が携わった。同年末から1948年（昭和23年）初にかけて、中国地方、四国地方、九州地方を巡業した。
長谷川は同年いっぱいまで新東宝映画製作所に所属したが、1948年（昭和23年）2月、自ら代表となって新演伎座を株式会社化し、「株式会社新演伎座」となる。資本金は300万円、清川峰輔が専務取締役に就任した。同年、マキノ正博（のちのマキノ雅弘）のCAC（映画芸術協同）と共同で、両社の設立第1作『幽霊暁に死す』を製作、東宝の配給で同年10月12日に公開された。同年、演技研究所を発足、若尾文子やのちの紙芝居師・梅田佳声が入所している。
1949年（昭和24年）2月7日 - 3月6日、有楽座で巌谷真一・衣笠貞之助作、衣笠演出の『鬼あざみ (春秋常夜燈)』を上演した。配給提携は東宝に限らず、松竹、大映とも行った。
1952年（昭和27年）、経営が思わしくなく、同社を解散した。長谷川は大映京都撮影所に入社、山田はフリーランスとなった。

## フィルモグラフィ
- 『幽霊暁に死す』 : 監督マキノ正博、1948年 - 共同製作CAC、配給東宝
- 『小判鮫 第一部 怒濤篇』 : 監督衣笠貞之助、1948年 - 配給東宝

- 『小判鮫 第二部 愛憎篇』 : 監督衣笠貞之助、1949年 - 配給東宝
- 『恋狼火』 : 監督洲多競、1949年 - 配給東宝
- 『銭形平次捕物控 平次八百八町』 : 監督佐伯清、1949年 - 共同製作新東宝、配給東宝
- 『足を洗った男』 : 監督冬島泰三、1949年 - 配給松竹
- 『甲賀屋敷』 : 監督衣笠貞之助、1949年 - 配給大映

- 『傷だらけの男』 : 監督マキノ正博、1950年 - 共同製作東日興業、配給東宝
- 『お富と与三郎』前篇・後篇 : 監督冬島泰三、1950年 - 配給松竹
- 『城ヶ島の雨』 : 監督田中重雄、1950年 - 配給大映
- 『千両肌』 : 監督冬島泰三、1950年 - 配給大映
- 『火の鳥』 : 監督田中重雄、1950年 - 配給大映
- 『鬼あざみ』 : 監督冬島泰三、1950年 - 配給大映

- 『修羅城秘聞 双竜の巻』 : 監督衣笠貞之助、1952年 - 共同製作大映京都撮影所、配給大映
- 『続修羅城秘聞 飛竜の巻』 : 監督衣笠貞之助、1952年 - 共同製作大映京都撮影所、配給大映

## 註
1. 1 2 3 4  平成十二年東京都議会会議録第十一号（東京都名誉都民の選定の項）、東京都、2009年11月18日閲覧。
2. ↑  東宝千一夜、日本映画データベース、2009年11月18日閲覧。
3. ↑  長谷川一夫、nihon-eiga.fan-site.net, 2009年11月18日閲覧。
4. ↑  『新演伎座』、第2巻1号、編集三ツ沢正治、1948年、目次ページ。
5. 1 2   『日本映画発達史 III』、田中純一郎、中公文庫、1980年 ISBN 4122003059, p.346.
6. ↑  幽霊暁に死す、日本映画データベース、2009年11月18日閲覧。